# Зелена Грива
Зелена Гри́ва (рос. Зелёная Грива) — присілок у складі Нікольського району Вологодської області, Росія. Входить до складу Нікольського сільського поселення.

## Населення
Населення — 1 особа (2010; 25 у 2002).
Національний склад (станом на 2002 рік):
- росіяни — 100 %